# Aploploides
Aploploides is een geslacht van Phasmatodea uit de familie Phasmatidae. De wetenschappelijke naam van dit geslacht is voor het eerst geldig gepubliceerd in 1938 door Rehn & Hebard.

## Soorten
Het geslacht Aploploides is monotypisch en omvat slechts de volgende soort:
- Aploploides stenocephalum Rehn & Hebard, 1938